# Blastocystose
 Mise en garde médicale
La blastocystose est la maladie déclenchée par un parasite : Blastocystis hominis. Il s'agit d'une maladie hydrique.

## Épidémiologie
Blastocystis est le parasite intestinal le plus fréquemment retrouvé chez l'homme. Bien que décrit pour la première fois il y a plus de 100 ans, il reste de nombreuses zones d'ombre sur sa biologie et son épidémiologie. La prévalence du Blastocystis chez l’homme varie selon les régions du monde, allant de 0,5% au Japon jusqu’à 60% en Malaisie. De façon générale, cette parasitose est plus fréquente dans les pays en développement. Sur la France, il existe peu de données épidémiologiques.

## Physiopathologie
La blastocystose est une infection du tractus gastro-intestinal de l'homme ou d'autres espèces, qui se déclare après l'ingestion d'un Blastocystis.

## Diagnostic

### Signes fonctionnels
L'infection fait apparaître des douleurs gastriques soudaines et intenses, périodiquement. 

### Examen clinique
Le diagnostic repose sur un examen parasitologique des selles en laboratoire d'analyses médicales. 